# SKF
A SKF (acrônimo de Svenska Kullagerfabriken; Fábrica de Rolamentos Sueca) é uma empresa multinacional sueca, líder mundial no fabrico de rolamentos, com sede na cidade de Gotemburgo, na Suécia.
O Grupo SKF é um dos fornecedores líderes globais de produtos, soluções para clientes e serviços no ramo de rolamentos e vedantes. As competências principais do Grupo incluem suporte técnico, serviços de manutenção, monitoramento de condições e treinamento. A SKF também detém uma posição cada vez mais importante no mercado de produtos de movimento linear, bem como rolamentos de alta precisão, eixos e serviços de eixo para a indústria de máquinas-ferramenta, sendo um fabricante estabelecido de aço de rolamento.
Os negócios da SKF estão organizados em cinco divisões: Industrial, Automotiva, Elétrica, Serviços e Aeroespacial e aço. Cada divisão atende um mercado global, concentrando-se nos respectivos segmentos de clientes.
A SKF possui aproximadamente 100 locais de fabricação distribuídos por todo o mundo. Com suas próprias empresas de vendas em 70 países, apoiadas por aproximadamente 15.000 distribuidores e revendedores no mundo inteiro, seu mercado de e-business e sistema de distribuição global, a SKF está sempre perto de seus clientes para fornecer tanto produtos quanto serviços.
A SKF foi fundada em 1907 e desde o início concentra-se intensivamente em qualidade, desenvolvimento técnico e marketing. Os resultados dos esforços do Grupo na área de pesquisa e desenvolvimento levaram a um número crescente de inovações que criaram novos padrões e novos produtos no mundo dos rolamentos.

O Grupo possui uma certificação ambiental IS0 14001 global. As várias divisões foram aprovadas para certificação de qualidade conforme ISO 9000 ou QS 9000.

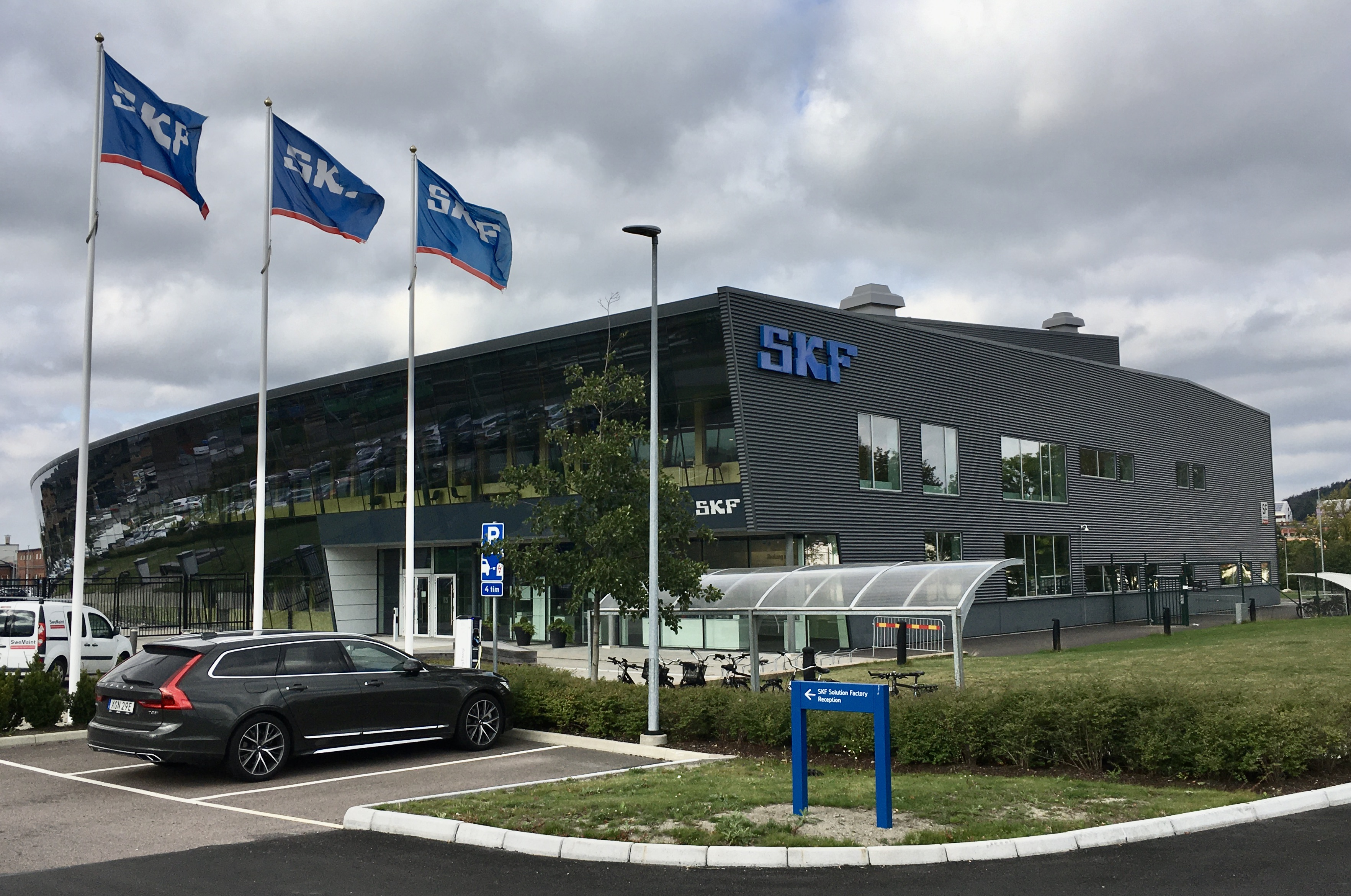
A sede da SKF em Gotemburgo.

## História
- 1907

Uma página do caderno de esboço de 1907, do jovem e brilhante engenheiro sueco Sven Wingquist, mostra o primeiro rolamento autocompensador de esferas do mundo. No mesmo ano que o rolamento autocompensador de esferas se torna uma realidade comercial, a SKF é fundada. No fechamento de seu primeiro ano fiscal, a SKF conta com 15 funcionários e, no balanço, apresenta uma perda de 5.371 SEK. Apenas 2.200 rolamentos tinham sido produzidos. Foi um começo modesto, mas as bases haviam sido lançadas. A SKF estava no negócio.
- 1908

Escritórios de representação são abertos na Alemanha e em França. Agentes são designados na Finlândia, na Suíça, na Bélgica, na Dinamarca, na Áustria e na Austrália. A fábrica da SKF em Gotemburgo emprega 100 trabalhadores e produz 45.000 rolamentos. Tem início a produção de rolamentos axiais de esferas.
- 1909

Uma subsidiária é formada em Nova York – a SKF Ball Bearing Co. Uma pequena oficina é aberta em Paris. Agentes são designados na Itália, na Argentina e no Japão. A fábrica de Gotemburgo é expandida e a produção dobra. O primeiro caminhão equipado com rolamentos autocompensadores de esferas da SKF faz uma longa viagem experimental saindo de Malmo Stockholm – em estradas ruins e com pneus de borracha sólida.
- 1910

A SKF possui uma fábrica e 325 funcionários, dos quais 15% trabalham fora da Suécia.
- 1911

A SKF estabelece a primeira fábrica da SKF fora da Suécia, em Luton, Reino Unido.
- 1912

A SKF conta com representantes estabelecidos em 32 centros no exterior, principalmente na Europa, mas também em cidades como Tóquio, Melbourne e México. O primeiro laboratório de pesquisa é aberto em Gotemburgo, Suécia. A demanda pelos produtos da empresa começa a exceder o fornecimento.
- 1913

Uma subsidiária e uma fábrica são estabelecidas na Dinamarca.
- 1914

A Assistência técnica ao cliente da SKF é estabelecida. Subsidiárias são criadas na Noruega, Bélgica, Holanda e Rússia, bem como um novo ponto de vendas na África do sul.
- 1915

Manufacture of a single row deep groove ball bearing with filling slot, the so-called Volvo bearing began.
- 1916

Tem início a fabricação de rolamentos rígidos de uma carreira de esferas com rasgos de entrada, o assim chamado rolamento Volvo. A SKF estabelece seu primeiro escritório no Brasil, no Rio de Janeiro.
- 1918

A SKF adquire a Hofors Bruk, seguindo uma cuidadosa avaliação das instalações de fundição de aço existentes na Suécia mais apropriadas para a produção de aço de rolamento de alta qualidade. A SKF também adquire um dos poucos produtores remanescentes de rolamentos de esferas e fundições para equipamentos de transmissão – SKF Katrineholm.
- 1919-1924

A linha de produtos é expandida, compreendendo rolamentos de rolos cônicos, cilíndricos e esféricos. A produção anual atinge um novo recorde de quase 6,5 milhões de rolamentos.
- 1926

A AB Volvo, uma subsidiária da SKF, inicia a produção de carros experimentais.
- 1929

A SKF adquire uma outra firma Sueca de engenharia bem conhecida – a Lidköping Machine Tools AB (LMT). Sete fábricas alemãs de rolamentos de esferas também são adquiridas e a subsidiária Vereinigte Kugellagerfabrik é fundada.
- 1930

A SKF conta com 12 fábricas e 21.000 funcionários, dos quais 66% trabalham fora da Suécia.
- 1931

A produção na Alemanha é concentrada em Schweinfurt e Cannstatt.
- 1934

Tem início a produção de rolamentos de uma e duas carreiras de esferas de contato angular.
- 1935

A AB Volvo torna-se independente da SKF.
- 1938

Tem início a produção da unidade de rolamento de cubo, um rolamento de duas carreiras de esferas de contato angular para rodas de automóveis.
- 1940

O rolamento axial de rolos esféricos é inventado – um rolamento autocompensador desenvolvido para cargas axiais pesadas.
- 1943

Os escritórios de representação da Argentina e do Brasil são transformados em subsidiárias.
- 1947

A teoria da SKF para cálculo da vida dos rolamentos é publicada pela ISO e adotada como padrão mundial. Duas novas fábricas são abertas nos EUA.
- 1948

Após a segunda guerra mundial, a produção é reiniciada em Schweinfurt e Cannstatt.
- 1950

A SKF conta com 18 fábricas e 31.000 funcionários, dos quais 66% trabalham fora da Suécia. Tem início a construção de fábricas em França e Espanha. A linha de produtos é estendida, compreendendo praticamente todos os tipos de rolamentos e acessórios, como caixas, buchas, etc.
- 1957

A SKF adquire a Hellefors Jernverk. Nesse ano, a SKF também conclui um dos maiores projetos de construção da história da empresa – uma fábrica avançada de rolos e esferas na área de Gotemburgo.
- 1963

Um centro de pesquisa é construído em King of Prussia, E.U.A. Inaugurada fábrica de rolamentos no Brasil, em Guarulhos.
- 1964

Uma fábrica de rolamentos é inaugurada em Poona, Índia.
- 1965

A RIV-SKF é formada quando a SKF obtém dois terços das ações da empresa italiana de rolamentos RIV.
- 1967

Os escritórios centrais do grupo são estabelecidos em Gotemburgo para melhorar a administração, aumentar a cooperação internacional e coordenar a fabricação.
- 1970

A SKF conta com 68 fábricas, 67.000 funcionários, dos quais 78% trabalham fora da Suécia.
- 1972

O Centro de engenharia e pesquisa da SKF em Nieuwegein, Holanda, é inaugurado.
- 1975

A SKF fortalece ainda mais sua posição como fornecedora para a indústria aeroespacial adquirindo 66 por cento do controle acionário da Société Anonyme de Recherches de Mécanique Appliquée (SARMA).
- 1979

A SKF introduz o rolamento de rolos esféricos do tipo CC com rolos autocompensadores. Ele trabalha com até 20% menos fricção que os rolamentos de rolos esféricos anteriores. HBU 3 em produção – uma unidade de rolamento de roda de peso reduzido para carros, com flanges em ambos os anéis.
- 1986

A SKF adquire a MRC Bearings dos Estados Unidos. A SKF Steel AB e a Finnish Ovako Oy Ab fizeram uma fusão, tornando-se a Ovako Steel AB; da qual a SKF detém 50% do capital acionário.
- 1988

A SKF adquire a empresa de rolamentos austríaca Steyr Wälzlager Ges.m.b.H e a empresa britânica AMPEP plc. A SKF College of Engineering inicia suas operações.
- 1989

A SKF torna-se acionista majoritária da Palomar Technology International Inc, produtora de equipamentos para monitorização de condições de rolamentos, que passa a se chamar SKF Condition Monitoring. Fábricas de rolamentos são abertas em Bangalore, Índia e Cajamar, Brasil. O conceito de atendimento Trouble-Free Operation (TFO) da SKF é introduzido. A política de meio ambiente é estabelecida.
- 1990

A SKF adquire a Chicago Rawhide (CR), um fabricante norte-americano de vedantes a óleo.
- 1991

A Ovako AB é dividida entre os antigos donos, a AB SKF e a Finnish Metra Oy Ab. A parte sueca da antiga empresa é agora uma subsidiária da SKF, sob o nome Ovako Steel AB.
- 1993

A unidade de rolamento de roda HUB 3 equipada com sensor para uso em sistemas de freios ABS é introduzida.
- 1994

A SKF abre um novo armazém central em Tongeren, Bélgica, o SKF European Distribution Centre.
- 1995

Uma joint venture, Beijing Nankou SKF Railway Bearings Co Ltd, é estabelecida em conjunto com uma subsidiária da China Railways. A SKF lança um rolamento completamente novo – o rolamento de rolos toroidais CARB®. A SKF conta então com 90 fábricas, 44.000 funcionários, dos quais 84% trabalham fora da Suécia.
- 1997

Novas joint ventures na China, uma para a fabricação e vendas de rolamentos de rolos esféricos em conjunto com o Wafangdian Group, líder na fabricação de rolamentos na China e a outra, uma nova empresa para fabricação de vedantes a óleo em uma joint venture entre a Chicago Rawhide e a ANZAG. Tem início a produção em série na SKF Hanwha Automotive Components Corporation, na Coréia. A Unidade de cubo 5 é introduzida. Trata-se de um novo e exclusivo projeto de rolamento que combina a vantagem do peso de uma unidade de rolamento flangeada com as distorções reduzidas conseguidas com projetos de tambor integrado. A SKF torna-se acionista majoritária da empresa indonésia de rolamentos PT Logam Sari Bearindo. A FlexLink Systems AB é vendida. A Revolve Magnetic Bearings Inc. é formada como uma parceria entre a SKF e a Revolve Technologies Inc., do Canadá. A SKF torna-se acionista majoritária da Lutsk Bearing Plant, da Ucrânia. A SKF recebe a certificação ISO 14001, o padrão internacional de gerenciamento ambiental.
- 1999

A SKF Textile Machinery Components, com operações em Cannstatt, Alemanha, e em Cingapura, é vendida. A unidade de forja, SKF Arvika AB; Suécia, é vendida. A GKN e a SKF introduzem o Compact HHM, um novo conjunto compacto de cubo automotivo e segmento de eixo que reduz o peso do veículo e oferece vantagens para a montagem e o projeto da suspensão. Uma nova geração de rolamentos de rolos esféricos, a série Explorer, é introduzida. O Endorsia.com, um mercado baseado na Internet, é lançado.
- 2000

A Development Engineering International, uma empresa de consultoria em engenharia de manutenção de Aberdeen, Escócia, é adquirida.
A SKF e o Grupo Brembo decidem desenvolver conjuntamente um sistema eletromecânico de frenagem para o mercado de veículos de alto desempenho.
The machine tool manufacturer LMT was sold.
70 % da Machine Support BV, especialista em alinhamento de máquinas rotativas e alinhamento geométrico de precisão, é adquirida.
A SKF, a FAG e a NN Ball & Roller Inc. criam conjuntamente uma empresa independente, a NN Euroball Aps, para a fabricação e venda de esferas de aço-cromo.
A Sealpool AB, líder no fornecimento de sistemas de vedação na Escandinávia, é adquirida.
A Diagnostic Instruments Ltd., de Edinburgh, Reino Unido, é adquirida.
Um sistema de monitorização de truques para vagões ferroviários é lançado.
Um sistema de sensores sem fio para monitorização de vibrações em equipamentos rotativos das indústrias de fabricação e de processamento é introduzido.
Todas as ações em circulação da Revolve Magnetic Bearings são adquiridas.
A SKF Service Division introduz o conceito IMS (Integrated Maintenance Solutions).
A SKF Coated Bearings, uma nova unidade empresarial, apresenta a próxima geração de soluções em materiais para aprimoramento de tribologia, NoWearTM , com base na engenharia de superfície.
- 2001

O rolamento toroidal CARB® estabelece-se como padrão da indústria para máquinas de fundição contínua na metalurgia.
A Gamfior S.p.A., da Itália, líder na fabricação de eixos motorizados de alta precisão e parafusos de esferas de alta precisão para ferramentas de usinagem, é adquirida.
O carro-conceito Drive-by-Wire FILO, desenvolvido conjuntamente pela SKF e pela empresa de design Bertone, foi apresentado no Geneva Motor Show.
A SKF e a Timken formam uma joint venture no Brasil para produzir anéis de rolamentos forjados e torneados.
A SKF faz um acordo com a SNR sobre a troca e o uso de patentes para a vedação das unidades de rolamento de cubo de roda.
Um acordo de joint venture foi concluído com a Shanghai Bearing (Group) Co. Ltd. para a construção de uma fábrica de rolamentos rígidos de esferas em Shangai.
A SKF Logistics Services abre seu novo centro de distribuição para a Ásia em Cingapura.
A SKF assina um contrato com a Sandvik, a Rockwell Automation, a INA e a Timken para compartilhar a posse e o uso do mercado de e-business endorsia.com.
A próxima geração de software para monitorização de condições, SKF Machine Analyst, é lançada.
O sistema SensorMount da SKF, que assegura uma montagem correta dos rolamentos, é introduzido.
O LubeSelect, um novo método para seleção das graxas corretas, é introduzido.
O SKF Manufacturing Development Centre é estabelecido em Gotemburgo, Suécia.
- 2002

A SKF Reliability Systems é expandida com a aquisição da Delta Consult da Holanda e da Erin Engineering and Research, do Reino Unido.
A SKF Reliability Systems também introduz o @ptitudeTM, um sistema de suporte à tomada de decisões de manutenção e confiabilidade para clientes usuários finais.
São adquiridos o Magnetic Group, líder na fabricação de atuadores eletromecânicos sediado na Suíça; A Aerospace Bearings UK, fabricante de rolamentos para eixos principais e caixas de engrenagens de motores a jato; A SBB da Bulgária, com quatro fábricas de rolamentos e The Twentieth Century Machine Co., fabricante norte-americano de parafusos de esferas retificados.
A classe de rolamentos SKF Explorer é expandida para incluir rolamentos de rolos cilíndricos e rolamentos de esferas de contato angular.
A SKF Bearings Co. Ltd. de Shangai, uma nova fábrica de joint venture, inicia a produção de rolamentos rígidos de esferas pequenos.
A GM escolhe os sistemas de controle by-wire da SKF para seu Hy-wire, o primeiro protótipo de veículo dirigível de célula combustível.
Um contrato de desenvolvimento conjunto de freios de tambor by-wire Banksia foi assinado com a PBR Australia.
- 2003

Um centro de desenvolvimento de bicicletas é instalado em Bangalore, Índia. Seu enfoque é em novas tecnologias, além de otimização da linha de produtos existente.
Uma edição completamente revista do Catálogo Geral SKF é publicada.
O Sr. Tom Johnstone é indicado como novo CEO.
A Scandrive Control AB, líder sueca na fabricação de engrenagens-servo integradas para a indústria de impressão, é adquirida.
O empreendimento de fabricação de componentes de Veenendaal, Holanda, é vendido.
A Rolling Stock Supply & Service Pty Ltd, uma das maiores empresas de manutenção de rolamentos ferroviários da Austrália, é adquirida.
O primeiro Instituto de Manutenção de Confiabilidade da SKF no Oriente Médio é inaugurado em outubro, em Dubai.
- 2004

Aquisição da Willy Vogel AG, um dos líderes mundiais em sistemas de lubrificação. Um centro de serviços industriais foi aberto em Moscou, na Rússia. Aquisição dos 40% restantes da Anhui CR Seals Co. Ltd. na China.
- 2005

A participação da SKF foi removida da lista de ações da Bolsa de Valores de Londres. Aquisição da Jaeger Industrial Ltd. em Taiwan, um fabricante líder de atuadores eletromecânicos. Sommers Industriteknik AB, um distribuidor de sistemas de lubrificação localizado em Linköping, Suécia. A SKF, a Rautaruuki e a Wärtsilä combinam seus tradicionais negócios em aço de longo tempo em uma empresa de propriedade conjunta, a Oy Ovako AB.
- 2006

Como a primeira entre as principais fabricantes de rolamentos, a SKF foi certificada pela norma OHSAS 18001 de gestão de saúde e segurança.
Aquisição de 51% das ações da Macrotech Polyseal Inc., empresa americana de vedações. 
Aquisição da SNFA SAS, uma empresa francesa líder na fabricação de rolamentos para aplicações aeroespaciais e de máquinas-ferramenta.
A AB SKF, a Rautaruukki Corporation e a Wärtsilä Corporation assinam um acordo para a venda das empresas operacionais de propriedade da Oy Ovako Ab. 
Aquisição da Precision Balancing & Analyzing nos EUA, especialista no reparo e implementação de melhorias em eixos-árvores de máquinas-ferramenta. 
Aquisição da Monitek, uma empresa líder na Austrália em serviços de manutenção preditiva.  
Aquisição da empresa de vedações Economos Austria GmbH.
- 2007

A SKF celebra seu centenário. Iniciada a produção em três novas fábricas na Ásia; uma na China e duas na Coréia. Aquisições importantes foram as da ABBA, um fabricante de guias lineares com sede em Taiwan; da S2M, uma empresa francesa líder em rolamentos magnéticos; da Baker Instruments, um fabricante líder de instrumentos de testes e diagnósticos nos EUA; da Automatic Lubrication Systems, uma empresa de serviços para equipamentos móveis de transportes do Canadá; da Preventive Maintenance Company Inc, sediada nos EUA e líder de mercado em serviços de manutenção preditiva. O negócio de forjamento na unidade de Lüchow na Alemanha foi vendido. O lançamento de novos produtos e serviços inclui uma nova gama de rolamentos com menor consumo de energia, que gera até 30% a menos de atrito no rolamento, o SKF Agri Hub, uma solução de relubrificação para implementos agrícolas; o SKF Client Needs Analysis- Energy and Sustainability (Análise das necessidades do cliente - energia e sustentabilidade), uma ferramenta de avaliação baseado na internet e utilizada em operações industriais.
- 2008

As aquisições em 2008 incluem os negócios de hastes metálicas da QPM Aerospace, empresa  americana; duas fábricas na China e uma na Tailândia da PEER Bearing Company, sediada nos EUA; da Cirval S.A., uma empresa argentina especializada no projeto, fabricação e vendas de sistemas de lubrificação centralizados. Foi tomada a decisão de duplicar a capacidade da fábrica de Dalian, China, que fabrica rolamentos de grande e médio porte. Foi decidido também construir uma nova fábrica de rolamentos ferroviários em Tver, na Rússia. A SKF obteve a melhor classificação no índice de liderança na emissão de carbono. A família de rolamentos com eficiência energética foi estendida com a inclusão de rolamentos autocompensadores e de rolos cilíndricos. À luz da demanda reduzida, a SKF anunciou no final do ano que iria reduzir capacidades e custos.
- 2009

Foram adquiridos os 49% restantes da Macrotech Polyseal Inc, nos EUA. A empresa foi agora renomeada como SKF Polyseal. A rede de Fábricas de Soluções SKF foi estendida. Este é um conceito que une todas as ofertas de serviços da SKF. A SKF foi incluída pelo nono ano consecutivo no FTSE4Good Index e ganhou também a premiação de 2009 de Inovação Sueca devido aos seus novos rolamentos de eficiência energética. Foi concedida à SKF a pontuação máxima do Índice de Responsabilidade Corporativa da Folksam pelo seu trabalho ambiental e em prol dos direitos humanos. Foram anunciadas no final do ano outras atividades de reestruturação e redução de custos.